# NXT TakeOver: Respect
NXT TakeOver: Respect było galą wrestlingu z cyklu gal NXT TakeOver wyprodukowaną przez federację WWE. Odbyła się 7 października w Full Sail University w Winter Park na Florydzie i była emitowana na żywo na WWE Network.
Na gali odbyło się 7 pojedynków, w tym jeden nieemitowany (dark match). W walce wieczoru, Bayley obroniła NXT Women's Championship w pierwszym w historii kobiecym 30-minutowym Iron Man matchu z Sashą Banks. Dodatkowo, była to pierwsza walka wieczoru z udziałem kobiet, jak również najdłuższe starcie kobiet w historii WWE. Na gali odbyły się też półfinały i finał turnieju Dusty Rhodes Tag Team Classic.

## Produkcja

### Przygotowania

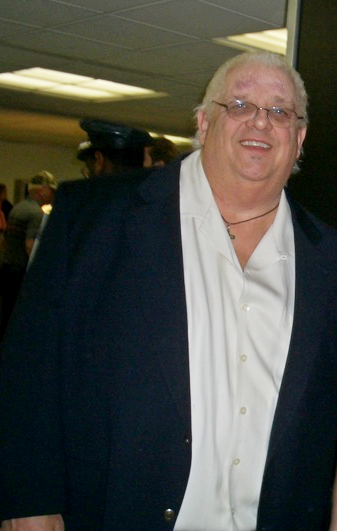
Zmarły w 2015 WWE Hall of Famer Dusty Rhodes, na cześć którego nazwano turniej "Dusty Rhodes Tag Team Classic".

Cykl gal NXT TakeOver rozpoczął się 29 maja 2014, kiedy to brand WWE NXT otrzymał swoją drugą ekskluzywną galę na WWE Network pod nazwą NXT TakeOver. W kolejnych miesiącach człon "TakeOver" stał się główną częścią nazwy kolejnych specjalnych gal NXT, które miały dodatkowe podtytuły, jak przykładowo NXT TakeOver: Fatal 4-Way, NXT TakeOver: R Evolution czy też NXT TakeOver: Rival. NXT TakeOver: Brooklyn było pierwszą galą TakeOver, która odbyła się poza główną siedzibą NXT – Full Sail University. NXT TakeOver: Respect było siódmą galą z cyklu NXT TakeOver i czwartą, która odbyła się w 2015.

### Rywalizacje
NXT TakeOver: Respect oferowało walki profesjonalnego wrestlingu z udziałem różnych wrestlerów z istniejących oskryptowanych rywalizacji i storyline'ów, które były kreowane na tygodniówce NXT. Wrestlerzy byli przedstawiani jako heele (negatywni, źli zawodnicy i najczęściej wrogowie publiki) i face'owie (pozytywni, dobrzy i najczęściej ulubieńcy publiki), którzy rywalizują pomiędzy sobą w seriach walk mających w budować napięcie. Punktem kulminacyjnym rywalizacji są walki na galach PPV lub serie pojedynków.

#### Bayley vs. Sasha Banks
Na NXT TakeOver: Brooklyn, Bayley pokonała Sashę Banks zdobywając NXT Women's Championship. 16 września na NXT, Generalny Menadżer NXT William Regal ogłosił, że Bayley będzie broniła tytułu w 30-minutowym Iron Man matchu przeciwko Banks. Regal dodał, iż będzie to walka wieczoru nadchodzącego NXT TakeOver.

#### Dusty Rhodes Tag Team Classic
Na NXT TakeOver: Brooklyn, William Regal ogłosił, że aby uczcić pamięć zmarłego w 2015 WWE Hall of Famera i producenta/trenera NXT Dusty'ego Rhodesa, odbędzie się turniej "Dusty Rhodes Tag Team Classic", którego półfinały i finał odbędą się na NXT TakeOver: Respect. Turniej rozpoczął się 2 września 2015 na odcinku NXT; drużyny złożone z Barona Corbina i Rhyno oraz Jasona Jordana i Chada Gable'a wygrały swoje walki i przeszły dalej. Następne cztery walki odbyły się na różnych nietelewizyjnych galach NXT; drużyny Enzo i Cass, Dash i Dawson, The Hype Bros. oraz The Vaudevillains przeszły dalej. Ostatnie dwie walki pierwszej rundy odbyły się 9 września na NXT, w wyniku których Finn Bálor i Samoa Joe oraz Johnny Gargano i Tommaso Ciampa przeszli dalej.

##### Rozkład drużyn w turnieju
|  | Pierwsza runda TV/Live Eventy                   | Pierwsza runda TV/Live Eventy   |                            |        | Ćwierćfinały TV/Live Eventy | Ćwierćfinały TV/Live Eventy |  |  | Półfinały TakeOver: Respect | Półfinały TakeOver: Respect |  |  | Finał TakeOver: Respect | Finał TakeOver: Respect |
|  |                                                 |                                 |                            |        |                             |                             |  |  |                             |                             |  |  |                         |                         |
|  |                                                 |                                 |                            |        |                             |                             |  |  |                             |                             |  |  |                         |                         |
|  |                                                 |                                 |                            |        |                             |                             |  |  |                             |                             |  |  |                         |                         |
|  | Enzo Amore i Colin Cassady                      | Pin                             |                            |        |                             |                             |  |  |                             |                             |  |  |                         |                         |
|  | Enzo Amore i Colin Cassady                      | Pin                             |                            |        |                             |                             |  |  |                             |                             |  |  |                         |                         |
|  | Angelo Dawkins i Sawyer Fulton                  | [ 17 ]                          |                            |        |                             |                             |  |  |                             |                             |  |  |                         |                         |
|  | Angelo Dawkins i Sawyer Fulton                  | [ 17 ]                          | Enzo Amore i Colin Cassady | 9:13   |                             |                             |  |  |                             |                             |  |  |                         |                         |
|  |                                                 |                                 | Enzo Amore i Colin Cassady | 9:13   |                             |                             |  |  |                             |                             |  |  |                         |                         |
|  |                                                 | Finn Bálor i Samoa Joe          | Pin                        |        |                             |                             |  |  |                             |                             |  |  |                         |                         |
|  | Finn Bálor i Samoa Joe                          | Finn Bálor i Samoa Joe          | Pin                        | Pin    |                             |                             |  |  |                             |                             |  |  |                         |                         |
|  | Finn Bálor i Samoa Joe                          |                                 |                            | Pin    |                             |                             |  |  |                             |                             |  |  |                         |                         |
|  | The Lucha Dragons (Kalisto i Sin Cara)          | [ 18 ]                          |                            |        |                             |                             |  |  |                             |                             |  |  |                         |                         |
|  | The Lucha Dragons (Kalisto i Sin Cara)          | [ 18 ]                          | Finn Bálor i Samoa Joe     | Pin    |                             |                             |  |  |                             |                             |  |  |                         |                         |
|  |                                                 |                                 | Finn Bálor i Samoa Joe     | Pin    |                             |                             |  |  |                             |                             |  |  |                         |                         |
|  |                                                 | Dash i Dawson                   | 9:05                       |        |                             |                             |  |  |                             |                             |  |  |                         |                         |
|  | Blake i Murphy                                  | Dash i Dawson                   | 9:05                       | [ 19 ] |                             |                             |  |  |                             |                             |  |  |                         |                         |
|  | Blake i Murphy                                  |                                 |                            | [ 19 ] |                             |                             |  |  |                             |                             |  |  |                         |                         |
|  | The Vaudevillains (Aiden English i Simon Gotch) | Pin                             |                            |        |                             |                             |  |  |                             |                             |  |  |                         |                         |
|  | The Vaudevillains (Aiden English i Simon Gotch) | Pin                             | The Vaudevillians          | 12:25  |                             |                             |  |  |                             |                             |  |  |                         |                         |
|  |                                                 |                                 | The Vaudevillians          | 12:25  |                             |                             |  |  |                             |                             |  |  |                         |                         |
|  |                                                 | Dash i Dawson                   | Pin                        |        |                             |                             |  |  |                             |                             |  |  |                         |                         |
|  | Elias Samson i Tucker Knight                    | Dash i Dawson                   | Pin                        | [ 20 ] |                             |                             |  |  |                             |                             |  |  |                         |                         |
|  | Elias Samson i Tucker Knight                    |                                 |                            | [ 20 ] |                             |                             |  |  |                             |                             |  |  |                         |                         |
|  | Dash Wilder i Scott Dawson                      | Pin                             |                            |        |                             |                             |  |  |                             |                             |  |  |                         |                         |
|  | Dash Wilder i Scott Dawson                      | Pin                             | Finn Bálor i Samoa Joe     | Pin    |                             |                             |  |  |                             |                             |  |  |                         |                         |
|  |                                                 |                                 | Finn Bálor i Samoa Joe     | Pin    |                             |                             |  |  |                             |                             |  |  |                         |                         |
|  |                                                 | Baron Corbin i Rhyno            | 11:10                      |        |                             |                             |  |  |                             |                             |  |  |                         |                         |
|  | The Hype Bros. (Zack Ryder i Mojo Rawley)       | Baron Corbin i Rhyno            | 11:10                      | Pin    |                             |                             |  |  |                             |                             |  |  |                         |                         |
|  | The Hype Bros. (Zack Ryder i Mojo Rawley)       |                                 |                            | Pin    |                             |                             |  |  |                             |                             |  |  |                         |                         |
|  | Noah Kekoa i Alexander Wolfe                    | [ 21 ]                          |                            |        |                             |                             |  |  |                             |                             |  |  |                         |                         |
|  | Noah Kekoa i Alexander Wolfe                    | [ 21 ]                          | The Hype Bros.             | 22:03  |                             |                             |  |  |                             |                             |  |  |                         |                         |
|  |                                                 |                                 | The Hype Bros.             | 22:03  |                             |                             |  |  |                             |                             |  |  |                         |                         |
|  |                                                 | Jason Jordan i Chad Gable       | Pin                        |        |                             |                             |  |  |                             |                             |  |  |                         |                         |
|  | Jason Jordan i Chad Gable                       | Jason Jordan i Chad Gable       | Pin                        | Pin    |                             |                             |  |  |                             |                             |  |  |                         |                         |
|  | Jason Jordan i Chad Gable                       |                                 |                            | Pin    |                             |                             |  |  |                             |                             |  |  |                         |                         |
|  | Neville i Solomon Crowe                         | [ 14 ]                          |                            |        |                             |                             |  |  |                             |                             |  |  |                         |                         |
|  | Neville i Solomon Crowe                         | [ 14 ]                          | Baron Corbin i Rhyno       | Pin    |                             |                             |  |  |                             |                             |  |  |                         |                         |
|  |                                                 |                                 | Baron Corbin i Rhyno       | Pin    |                             |                             |  |  |                             |                             |  |  |                         |                         |
|  |                                                 | Jason Jordan i Chad Gable       | 10:28                      |        |                             |                             |  |  |                             |                             |  |  |                         |                         |
|  | Baron Corbin i Rhyno                            | Jason Jordan i Chad Gable       | 10:28                      | Pin    |                             |                             |  |  |                             |                             |  |  |                         |                         |
|  | Baron Corbin i Rhyno                            |                                 |                            | Pin    |                             |                             |  |  |                             |                             |  |  |                         |                         |
|  | The Ascension (Konnor i Viktor)                 | [ 14 ]                          |                            |        |                             |                             |  |  |                             |                             |  |  |                         |                         |
|  | The Ascension (Konnor i Viktor)                 | [ 14 ]                          | Baron Corbin i Rhyno       | Pin    |                             |                             |  |  |                             |                             |  |  |                         |                         |
|  |                                                 |                                 | Baron Corbin i Rhyno       | Pin    |                             |                             |  |  |                             |                             |  |  |                         |                         |
|  |                                                 | Johnny Gargano i Tommaso Ciampa | [ 22 ]                     |        |                             |                             |  |  |                             |                             |  |  |                         |                         |
|  | Tyler Breeze i Bull Dempsey                     | Johnny Gargano i Tommaso Ciampa | [ 22 ]                     | [ 23 ] |                             |                             |  |  |                             |                             |  |  |                         |                         |
|  | Tyler Breeze i Bull Dempsey                     |                                 |                            | [ 23 ] |                             |                             |  |  |                             |                             |  |  |                         |                         |
|  | Johnny Gargano i Tommaso Ciampa                 | Pin                             |                            |        |                             |                             |  |  |                             |                             |  |  |                         |                         |
|  | Johnny Gargano i Tommaso Ciampa                 | Pin                             |                            |        |                             |                             |  |  |                             |                             |  |  |                         |                         |

## Gala

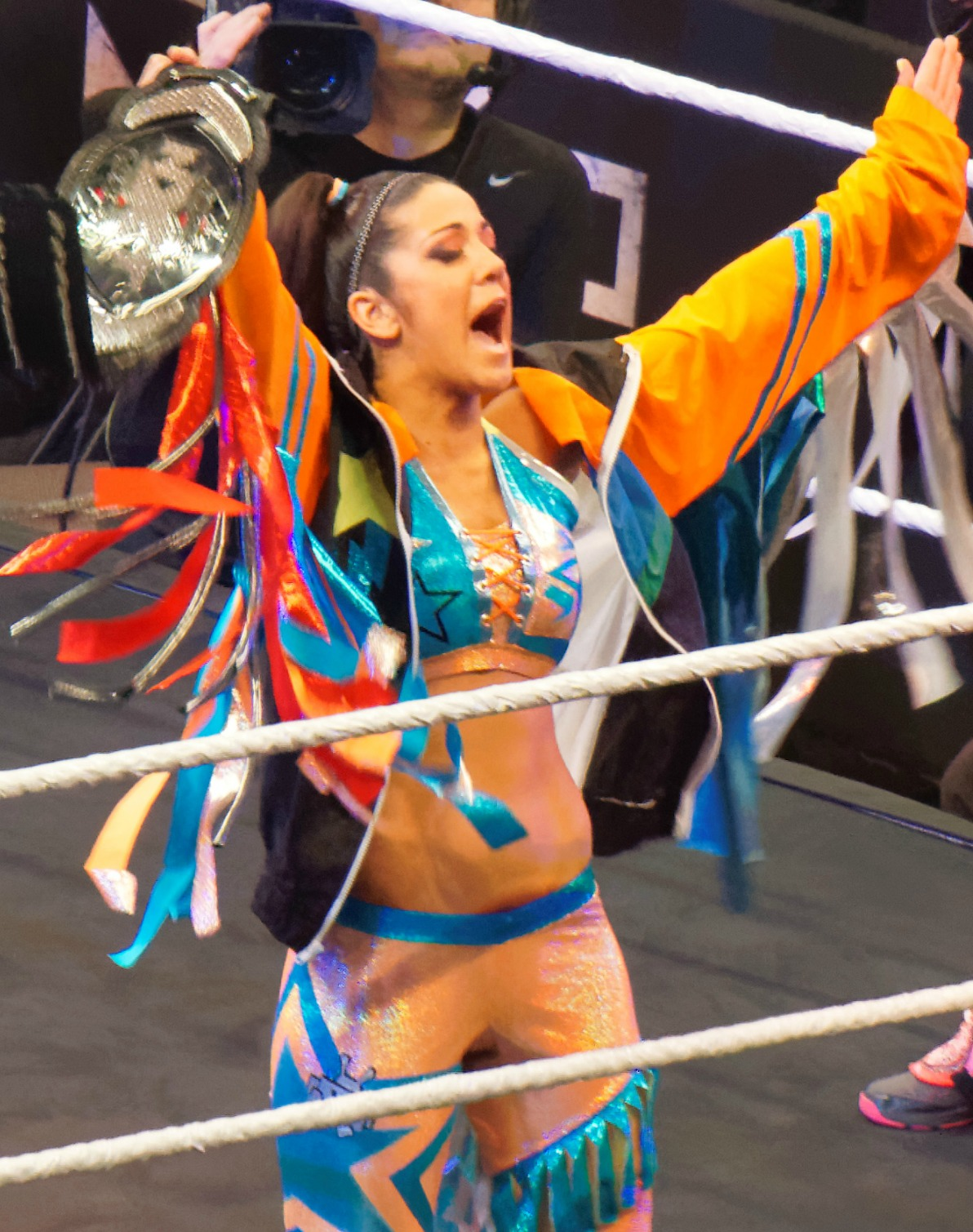
Zwyciężczyni walki wieczoru NXT TakeOver: Respect – Bayley.

### Komentatorzy
Anglojęzycznymi komentatorami NXT TakeOver: Respect byli Byron Saxton, Greg Hamilton oraz Corey Graves. Panel pre-show poprowadzili Renee Young, Lita, Saxton i Graves

### Główne show
Galę otworzyło starcie półfinałowe turnieju Dusty Rhodes Tag Team Classic między mistrzem NXT Finnem Bálorem i Samoa Joem a The Mechanics (Dash Wilder i Scott Dawson). Podczas walki, The Mechanics skupili się na kolanie Bálora, lecz przegrali walkę po otrzymaniu przez Wildera finisherów obydwu przeciwników.
W drugim półfinale turnieju zawalczyli Chad Gable i Jason Jordan, przeciwko Baronowi Corbinowi i Rhyno. Gable i Jordan przegrali starcie po tym, jak Corbin wykonał End of Days na Gable'u.
Asuka zadebiutowała w NXT w walce z Daną Brooke. Tuż przed rozpoczęciem pojedynku, Asuka próbowała uścisnąć dłoń przeciwniczki w geście szacunku, ta jednak uderzyła ją w policzek. W walkę próbowała interweniować towarzysząca Brooke Emma. Asuka założyła na przeciwniczce dźwignię Asuka Lock i zmusiła Brooke do poddania się.
Tyler Breeze zmierzył się z Apollem Crewsem. Crews wykonał na przeciwniku Powerbomb i przypiął go, kontynuując swoją serię zwycięstw.
W finale turnieju Dusty Rhodes Tag Team Classic spotkali się Finn Bálor, jego partner Samoa Joe oraz Baron Corbin i Rhyno. Corbin i Rhyno, podobnie jak The Mechanics, skupili się na obolałym kolanie mistrza NXT. Po wymianie finisherów, Bálor wykonał Coup de Grace na Rhyno i przypiął przeciwnika, wygrywając turniej. Po walce, rodzina Rhodes wręczyła zwycięzcom turnieju specjalne trofeum upamiętniające zmarłego Dusty'ego Rhodesa.
Na widowni obecni byli Kevin Nash, Hideo Itami, Funaki, Stephanie McMahon, Becky Lynch, WWE Divas Champion Charlotte oraz Lita.

### Walka wieczoru
Mistrzyni NXT, Bayley, zmierzyła się w rewanżowym trzydziestominutowym Iron Man matchu z Sashą Banks. W ósmej minucie pojedynku, Banks ukłuła Bayley w oczy i przypięła ją, zdobywając pierwszy punkt. Niedługo później, Bayley wykonała Bayley-to-Belly Suplex na przeciwniczce i wyrównała wynik. W czternastej minucie walki, Banks doprowadziła do wyliczenia pozaringowego Bayley. Banks założyła na przeciwniczce dźwignię Boston Crab, ta jednak zdołała się z niej wydostać, wykonać roll-up i zdobyć punkt za przypięcie. Po wymianie finisherów, Bayley założyła na Banks własną dźwignię. Banks poddała się trzy sekundy przed upłynięciem limitu czasowego Iron Man matchu. Mistrzyni kobiet NXT wygrała starcie z wynikiem 3–2. Po walce, Bayley świętowała wraz z resztą rosteru NXT. Obydwie zawodniczki otrzymały kwiaty od Triple H'a i Generalnego Menedżera NXT Williama Regala.

## Recenzje
Gala otrzymała pozytywne opinie od krytyków i fanów. LaToya Ferguson z The A.V. Club pochwaliła galę i dobrze oceniła walkę wieczoru. Dave Meltzer z Wrestling Observer ocenił Iron Man match na 4,25 z 5 gwiazdek. Drugą najwyżej ocenioną przez niego walką było starcie drużynową między Baronem Corbinem i Rhyno a Chadem Gablem i Jasonem Jordanem.

## Wydarzenia po gali
14 października na NXT odbył się Battle Royal mający wyłonić pretendenta do NXT Championship należącego do Finna Bálora. Apollo Crews wygrał starcie, zdobywając prawo do walki o mistrzostwo.
Po NXT TakeOver: Respect, Tyler Breeze został przeniesiony do głównego rosteru. Zadebiutował 22 października na SmackDown, przyłączając się do Summer Rae i atakując Dolpha Zigglera.

## Wyniki walk
| Nr                                                                                    | Wyniki                                                         | Stypulacje                                            | Czas  |
| ------------------------------------------------------------------------------------- | -------------------------------------------------------------- | ----------------------------------------------------- | ----- |
| 1D                                                                                    | Bull Dempsey pokonał Sawyera Fultona                           | Singles match                                         | N/A   |
| 2                                                                                     | Finn Bálor i Samoa Joe pokonali Dasha Wildera i Scotta Dawsona | Półfinał turnieju Dusty Rhodes Tag Team Classic       | 9:05  |
| 3                                                                                     | Baron Corbin i Rhyno pokonali Jasona Jordana i Chada Gable     | Półfinał turnieju Dusty Rhodes Tag Team Classic       | 10:28 |
| 4                                                                                     | Asuka pokonała Danę Brooke (w/ Emma) przez submission          | Singles match                                         | 5:33  |
| 5                                                                                     | Apollo Crews pokonał Tylera Breeze'a                           | Singles match                                         | 9:48  |
| 6                                                                                     | Finn Bálor i Samoa Joe pokonali Barona Corbina i Rhyno         | Finał turnieju Dusty Rhodes Tag Team Classic          | 11:10 |
| 7                                                                                     | Bayley (c) pokonała Sashę Banks z wynikiem 3–2                 | 30-minutowy Iron Man match o NXT Women's Championship | 30:00 |
| (c) – mistrz/mistrzyni przed walkąD – walka była dark matchem (nietransmitowana w TV) |                                                                |                                                       |       |

### Iron Man match
| Wynik | Wrestlerka  | Decyzja                 | Notka                                                       | Czas  |
| ----- | ----------- | ----------------------- | ----------------------------------------------------------- | ----- |
| 0–1   | Sasha Banks | Przypięcie              | Bayley została przypięta ruchem schoolgirl                  | 8:31  |
| 1–1   | Bayley      | Przypięcie              | Banks została przypięta po otrzymaniu Bayley-to-Belly       | 10:52 |
| 1–2   | Sasha Banks | Wyliczenie poza ringowe | Bayley została wyliczona poza ringiem                       | 14:08 |
| 2–2   | Bayley      | Przypięcie              | Banks została przypięta po otrzymaniu Rana                  | 17:20 |
| 3–2   | Bayley      | Submission              | Banks została poddana po założeniu dźwigni scissored armbar | 29:57 |